# Rödlasberg (Bad Berneck im Fichtelgebirge)
Rödlasberg ist ein Gemeindeteil der Stadt Bad Berneck im Fichtelgebirge im Landkreis Bayreuth (Oberfranken, Bayern). Rödlasberg liegt in der Gemarkung Bad Berneck.

## Geografie
Die Einöde liegt am Südhang des Mainbergs (623 m ü. NHN), einer Erhebung des Fichtelgebirges. Ein Wirtschaftsweg führt 600 Meter südwestlich nach Mainleithen.

## Geschichte
Rödlasberg gehörte zur Realgemeinde Berneck. Gegen Ende des 18. Jahrhunderts bestand Rödlasberg aus einem Anwesen. Die Hochgerichtsbarkeit stand dem bayreuthischen Stadtvogteiamt Berneck zu. Der Rat Berneck war Grundherr des Hauses.
Von 1797 bis 1810 unterstand Rödlasberg dem Justiz- und Kammeramt Gefrees. Infolge des Ersten Gemeindeedikts wurde Rödlasberg dem 1812 gebildeten Steuerdistrikt Berneck und der zugleich entstandenen Munizipalgemeinde Berneck zugewiesen.

### Einwohnerentwicklung
| Jahr      | 001818 | 001819 | 001861 | 001871 | 001885 | 001900 | 001925 | 001950 | 001961 | 001970 | 001987 |
| Einwohner | *      | †      | 14     | 18     | 9      | 11     | 11     | 11     | 17     | 13     | 5      |
| Häuser    | *      |        |        |        | 2      | 2      | 2      | 2      | 2      |        | 2      |
| Quelle    | [ 6 ]  | [ 9 ]  | [ 10 ] | [ 11 ] | [ 12 ] | [ 13 ] | [ 14 ] | [ 15 ] | [ 16 ] | [ 17 ] | [ 1 ]  |

## Religion
Rödlasberg ist evangelisch-lutherisch geprägt und bis heute nach (Bad) Berneck gepfarrt.